# Loogie

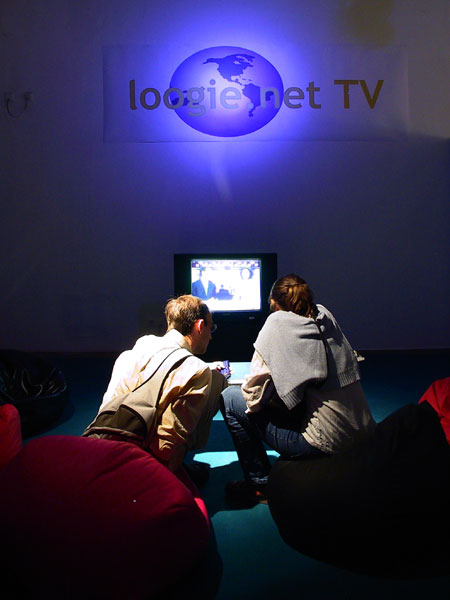
Installation Loogie.net TV, 2004, Ars Electronica, Linz, Österreich

Loogie.net ist eine Arbeit des Schweizer Medienkünstlers Marc Lee, der es 2002 als „ersten interaktiven Nachrichten-Fernsehsender“ gründete.
Die Software sucht zu einem frei wählbaren Thema Texte, Bilder und Filmbeiträge aus dem Internet und präsentiert das Material im typischen Stil einer Nachrichten-Website (Loogie.net NEWS) oder wie eine CNN-Nachrichtensendung im Fernsehen (Loogie.net TV). Da kein menschlicher Eingriff zur Ordnung und Wertung erfolgt, entsteht eine künstlerische Mischung aus nur scheinbar „maßgeschneiderter“ Information und Karikatur der Echtzeitnachrichten im Fernsehen und Internet.
Neben dem zweisprachigen Fernsehprogramm (Deutsch und Englisch) erzeugt Loogie.net zurzeit drei Websites in verschiedenen Sprachen. Die Technik ist zurzeit im Zentrum für Kunst und Medientechnologie Karlsruhe installiert.
Loogie.net erhielt den Förderpreis Diplomjahr 2003 HGKZ. Die Jury würdigte den „intelligenten wie kritischen Kommentar auf unser Medien- und Informationszeitalter“.